# Römisch-katholische Kirche in Israel
Die römisch-katholische Kirche in Israel ist Teil der weltweiten katholischen Kirche.

## Kirche
In Israel leben circa 152.000 Christen, mithin zwei Prozent der israelischen Bevölkerung; die überwiegende Mehrheit – 80,4 Prozent – sind arabische Christen. Seit 1990 sind die christlichen Gemeinden um circa 36.000 Personen gewachsen. Bei Gründung des Staates Israel im Jahre 1948 lebten circa 34.000 Christen im Land.
Die meisten israelischen Katholiken sind Mitglieder der griechisch-katholischen Kirche der Melkiten, aber es gibt vor allem im Norden auch eine starke Präsenz der maronitischen Kirche. Darüber hinaus wird die lateinische Kirche in Israel durch den lateinischen Patriarchen von Jerusalem geleitet. Zudem sind weitere unierte Kirchen angesiedelt, darunter etwa die syrisch-katholische Kirche, die armenisch-katholische Kirche, die chaldäisch-katholische Kirche (Patriarchalisch abhängiges Gebiet von Jerusalem) und die koptisch-katholische Kirche.
Folgende katholische Diözesen sind in Israel vertreten:
- Patriarchat von Jerusalem der melkitischen griechisch-katholischen Kirche
- Erzeparchie Akka der melkitischen griechisch-katholischen Kirche
- Patriarchal-Exarchat Jerusalem und Palästina der maronitischen Kirche
- Erzeparchie Haifa und das Heilige Land der maronitischen Kirche
- Lateinisches Patriarchat von Jerusalem der lateinischen Kirche
- Patriarchal-Exarchat Jerusalem der syrisch-katholischen Kirche
- Patriarchal-Exarchat Jerusalem und Amman der armenisch-katholischen Kirche.

Nach der Aufnahme diplomatischer Beziehungen zwischen dem Heiligen Stuhl und dem Staat Israel am 30. Dezember 1993 wurde 1994 Andrea Cordero Lanza di Montezemolo erster Apostolischer Nuntius. 1997 unterzeichneten der Staat Israel und der Heilige Stuhl ein Abkommen, das die Gewährung des Status einer juristischen Körperschaft an die Institutionen der katholischen Kirche in Israel betrifft. Erzbischof Adolfo Tito Yllana ist seit Juni  2021 Apostolischer Nuntius in Israel und Apostolischer Delegat in Jerusalem und Palästina.
Israel ist vertreten in der Versammlung der katholischen Ordinarien des Heiligen Landes (The Assembly of Catholic Ordinaries of the Holy Land AOCTS).